# Glenn Corneille
Glenn Corneille (Venlo, 13 juli 1970 – nabij Baarn, 23 augustus 2005) was een Nederlands pianist. Corneille was vooral bekend als medepresentator van het muziekprogramma De Notenclub als pianist van het Nederlandse team.
Corneille werd geboren in Venlo. In 1995 studeerde hij summa cum laude af op het conservatorium in Maastricht in de richting "Docerend Musicus: Piano". Twee jaar later sloot hij ook de opleiding "Uitvoerend Musicus: Piano" ook al cum laude af. Hij was onder meer actief als freelance musicus, arrangeur, componist en bandleider van verscheidene formaties. Hij beheerste alle stijlen: klassiek, blues, jazz (daarbinnen ook weer vele stijlen) en pop. Dat maakte hem binnen enkele jaren tot een van de meest gevraagde muzikanten. Hij werkte mee aan diverse cd's, zoals albums van Ben Cramer, Boris en Do. Ook begeleidde hij Dewi, Lee Towers, René Froger en internationale artiesten als Alessandro Safina. Hij behoorde tot de band van René Froger en De Toppers.
In 2005 trad hij nog op het North Sea Jazz Festival op.
Corneille kwam op 35-jarige leeftijd om het leven door een eenzijdig verkeersongeluk op de A1 nabij Baarn. Op het moment van zijn overlijden was hij bezig met een theatertournee met zangeres Do en met de opnames van het album De andere kant van Ben Cramer.
Op 13 juli 2020, de dag waarop Glenn Corneille eigenlijk 50 zou zijn geworden, werd bekend dat er later dat jaar een boek over Glenn zou verschijnen getiteld 'Glenn Corneille - 15 jaar in 15 verhalen. De schrijver van het boek (Arjan Langen) heeft hiervoor 15 verhalen opgetekend van vrienden en collega's van Glenn, waaronder Lee Towers en Ben Cramer. Het boek wordt op zondag 23 augustus 2020, precies 15 jaar na zijn overlijden,  gepresenteerd in Theater de Maaspoort in Venlo.

## Trivia
- De grote aula in het College Den Hulster in zijn geboorteplaats Venlo is naar hem vernoemd. Corneille heeft hier namelijk op school gezeten en bovendien is de schoolbel daar een deuntje van hem.[2]
- Dat geldt ook voor een foyer van Theater de Maaspoort aldaar.[bron?]

- International Standard Name Identifier: 0000 0001 3075 2367
- MusicBrainz: d4785d24-f87b-4b32-8e40-b3107270adb1
- Nederlandse Thesaurus van Auteursnamen: 36364749X
- Virtual International Authority File: 305858447
- WorldCat: E39PBJfmmRGmjdWVhWrYfqpByd